# Мови Руанди

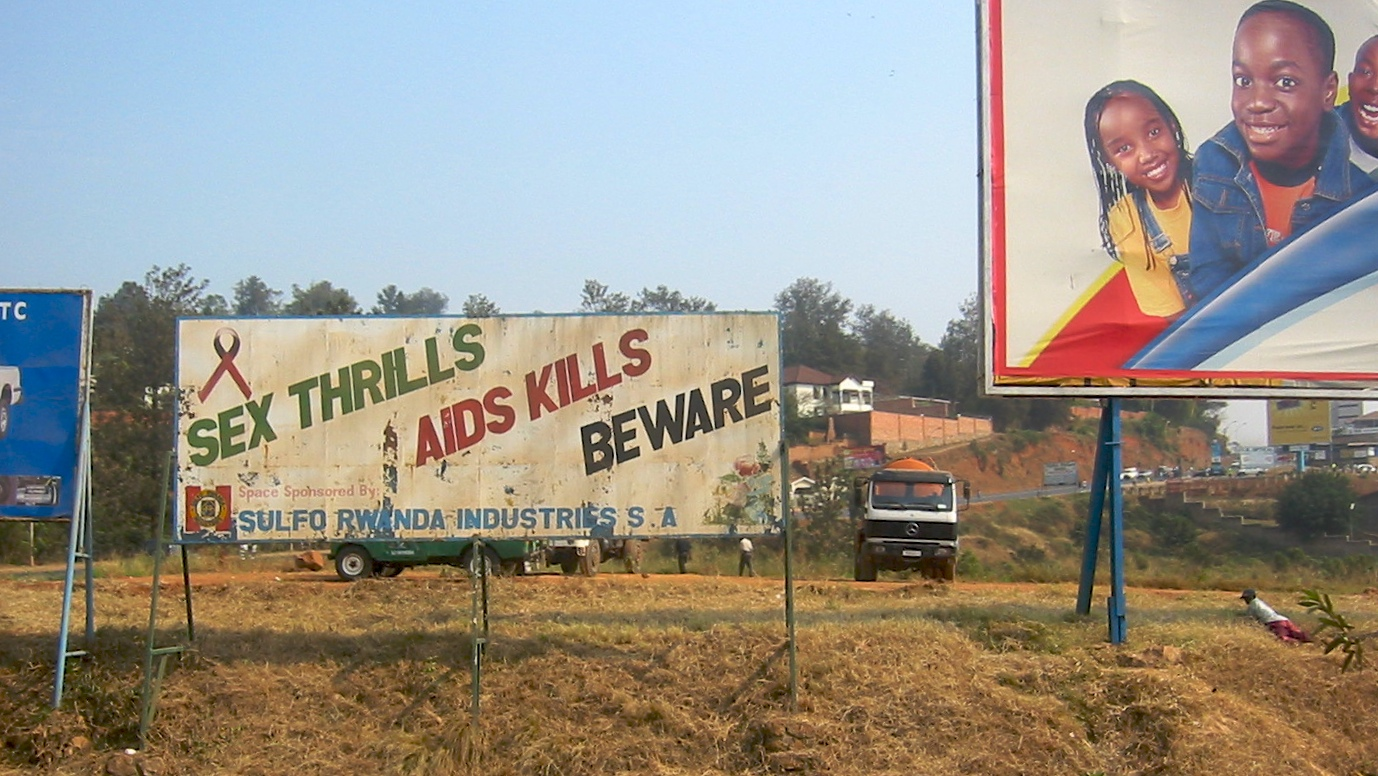
Соціальна реклама англійською

Офіційні мови Руанди — англійська, французька і руанда. Однак, починаючи з геноциду 1994 року, ускладнення відносин з нинішнім французьким урядом, повернення різних біженців народу тутсі, які приїхали до Руанди (англофони), а також втручанням США, населенням і адміністрацією найактивніше використовується англійська мова.
Суахілі використовується деякими людьми, в торгівлі і як предмет у школах.